# 三内 (青森市)
三内（さんない）は青森市の地名であり、大字名である。小字には稲元・里見・ 沢辺・玉作・丸山がある。郵便番号は038-0031。

## 地理
青森市市街地のやや西寄りに位置する。北は大字石江、東は西滝および大字西滝字切島、南は里見・大字浪館・大字安田・大字岩渡、西は大字石江に接する。
なお、三内字稲元のなかには大字西滝（字富永）の飛び地がある。
北西部の県道等幹線道路に面したところは商業地、そのすぐ南側は公共施設等が点在する住宅地になっている。中部から西部にかけては住宅地、南西部には丘陵・山林・工業団地もある。

### 河川
- 沖館川

## 歴史
地内には三内遺跡・三内丸山遺跡など、旧石器時代・縄文時代・平安時代の遺跡がある。江戸時代は沖館川両岸に広がる、水田耕作を主とする村であった。沖館川北側の集落を「大三内」、南側の集落を「小三内」という。江戸時代中期、この地に菅江真澄が訪れ、ここから出土した土偶の絵を日記に描いている。明治以降、青森近郊の農村として発展。昭和40年代になると都市化が進み、住宅の数が増えていく。また、青森インターチェンジが設けられたことから、地内南西部には工業・流通の拠点として成長した。

### 沿革
- 1886(明治19)年 - 三内尋常小学校が開校。
- 1889(明治22)年 - 三内村は東津軽郡滝内村の大字三内となる。
- 1927(昭和2)年 - 編入により、三内は青森市の大字となる。三内尋常小学校は滝内尋常小学校と改称。
- 1942(昭和17)年 - 三内霊園供用開始。[4]
- 1947(昭和22)年 - 滝内小学校に滝内中学校が併置される。
- 1969(昭和44)年 - 滝内小学校が新設された三内小学校[5]に統合された。滝内小学校の跡地は後に青森歯科医療専門学校となった。[6]
- 1969(昭和44)年 - 大野中学校と滝内中学校が、大字浪館に新設された西中学校に統合された。
- 1979(昭和54)年 - 東北自動車道青森インターチェンジが作られた。出入口は地内にある。
- 1985(昭和60)年 - 三内西小学校・三内中学校が開校。
- 1994(平成6)年 - 発掘中の三内丸山遺跡から大型六本柱建物跡が見つかる。
- 1998(平成10)年11月24日 - 一部が里見一・二丁目となる。
- 2002(平成14)年 - 三内丸山遺跡そばに縄文時遊館がオープンする。

## 世帯数と人口
2023年（令和5年）8月1日現在の世帯数と人口は以下の通りである。
| 町丁       | 世帯数    | 人口    |
| ---------- | --------- | ------- |
| 三内字稲元 | 1,009世帯 | 1,859人 |
| 三内字里見 | 46世帯    | 107人   |
| 三内字沢辺 | 1,851世帯 | 3,800人 |
| 三内字玉作 | 127世帯   | 218人   |
| 三内字丸山 | 1,193世帯 | 2,571人 |
| 合計       | 4,226世帯 | 8,555人 |

## 小・中学校の学区
市立小・中学校に通う場合、学区は以下の通りとなる。
| 町名       | 番地 | 小学校               | 中学校             |
| ---------- | ---- | -------------------- | ------------------ |
| 三内字稲元 | 全部 | －                   | 青森市立三内中学校 |
| 三内字稲元 | 一部 | 青森市立三内小学校   | －                 |
| 三内字稲元 | 一部 | 青森市立三内西小学校 | －                 |
| 三内字里見 | 一部 | －                   | 青森市立三内中学校 |
| 三内字里見 | 一部 | －                   | 青森市立西中学校   |
| 三内字里見 | 一部 | 青森市立三内西小学校 | －                 |
| 三内字里見 | 一部 | 青森市立浪館小学校   | －                 |
| 三内字沢辺 | 全部 | 青森市立三内西小学校 | 青森市立三内中学校 |
| 三内字玉作 | 全部 | 青森市立三内小学校   | 青森市立三内中学校 |
| 三内字丸山 | 全部 | －                   | 青森市立三内中学校 |
| 三内字丸山 | 全部 | －                   | 青森市立西中学校   |
| 三内字丸山 | 全部 | 青森市立浪館小学校   | －                 |
| 三内字丸山 | 全部 | 青森市立三内西小学校 | －                 |

## 交通

### 道路
- 青森県道247号鶴ヶ坂千刈線
- 国道7号青森環状道路

　　地内の青森環状道路には青森インターチェンジの出入口がある。

### バス
- 青森市営バス
  - P 浪館通り線(浪館経由三内丸山遺跡方面) - 自衛隊宿舎入口・三内西小学校前・丸山市民館前・西近野・県立美術館前・三内丸山遺跡前
  - R 県立美術館線 - 三内丸山遺跡方面（西滝経由） - ヤクルト前・ダイハツ石江店前・滝内福祉館前・里見一丁目・三内西小学校前・丸山市民館前・西近野・県立美術館前・三内丸山遺跡前・運転免許センター・西部工業団地入口・西部工業団地
  - S 滝内・三内線（つくしが丘病院方面） - 滝内・三内稲元・三内・下三内・中三内・上三内・三内霊園南口・三内温泉前・つくしが丘病院前

- あおもりシャトルdeルートバス「ねぶたん号」 - 三内丸山遺跡前

## 主な施設
- 青森三内郵便局
- ラ・セラ三内ショッピングセンター
  - ユニバース三内店
  - DCM青森三内店
- 滝内福祉館
- 青森歯科医療専門学校
- 青森西幼稚園
- 三内八幡宮
- 三内霊園
- 青森県立つくしが丘病院
- 青森県精神保健福祉センター
- 沖館川多目的遊水池（リバーランドおきだて）
- 稲荷神社（三内字丸山）
- 青森市立三内西小学校
- 青森市立三内中学校
- 三内丸山市民館
- 青森県運転免許センター
- 三内丸山遺跡センター（縄文時遊館）
- 青森市西部工業団地
  - 多目的施設（三内丸山アリーナ）